# 홀리 맨 (1998년 영화)
《홀리 맨》(영어: Holy Man)는 1998년에 개봉한 미국의 풍자 코미디 드라마 영화이다.

## 출연
- 에디 머피 - G 역
- 제프 골드블룸 - 리키 헤이먼 역
- 켈리 프레스턴 - 케이트 뉴얼 역
- 로버트 로자 - 존 맥베인브리지 역
- 존 크라이어 - 배리 역
- 에릭 매코맥 - 스콧 호크스 역
- 제니퍼 비니 테일러 - 온수 욕조의 여성 역
- 유진 레비 - 텔레비전 배경에 나온 남자 역 (크레디트 미기재)

 본인 역 출연
- 모건 페어차일드, 베티 화이트, 플로렌스 헨더슨, 제임스 브라운, 니노 체루티

## 우리말 녹음
KBS 성우진
- 이인성 - G(에디 머피)
- 홍시호 - 리키(제프 골드블룸)
- 차명화 - 케이트(켈리 프레스턴)
- 임종국 - 사장(로버트 로자)
- 김일 - 스콧(에릭 매코맥)
- 김정희 - 세탁부(엘로디아 리오베가)
- 강구한 - 감독(샘 키친)
- 문지현 - 간호사(로리 비베로스 헤릭)
- 조동희 - 제임스(제임스 브라운)
- 성창수 - 의사(팀 파월)
- 김태웅 - 아나운서(데이브 코리)
- 김정주 - 앰버(킴 알렉시스)
- 서윤석 - 세일즈맨(닉 샌타마리아)
- 김승태 - 배리(존 크라이어)
- 원호섭 - 사회자(클래런스 레이놀즈)